# День Японии

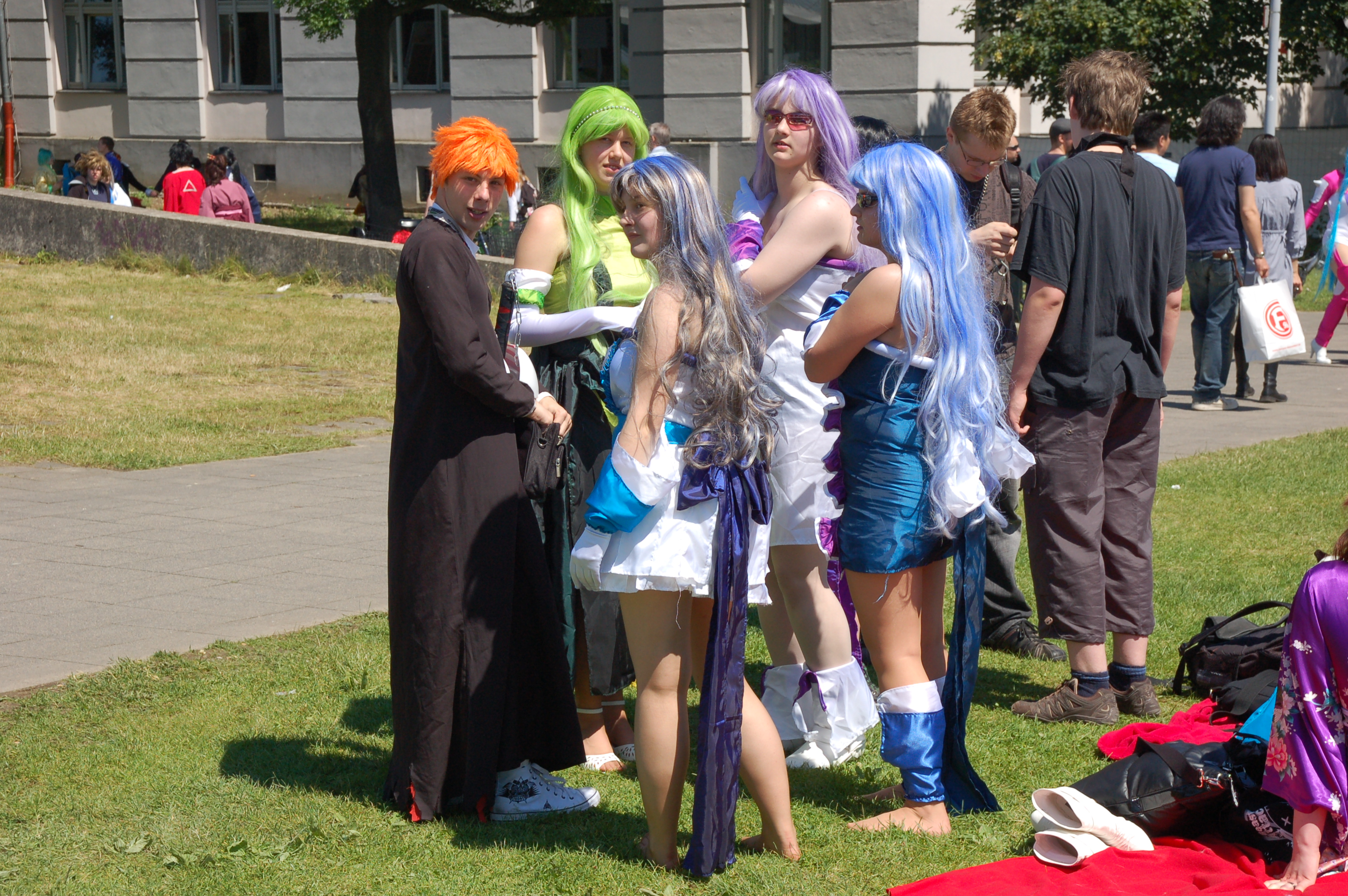
Люди в разных костюмах, прибывшие на японской праздник, 2009 год

День Японии (нем. Japan-tag или яп. 日本デー Нихон-дэ:) — немецко-японский праздник, проводимый в Дюссельдорфе, на рейнской набережной с 2002 года в мае или июне при поддержке японской общины, проживающей в городе, численностью в 6500 человек, которые образовали свой собственный, единственный в Германии японский квартал, также являющийся важнейшим японским экономическим центром в Европе. Каждый год сотни тысяч поклонников японской культуры приезжают в Дюссельдорф на праздник, многие из них устраивают косплей, надевая костюмы персонажей из японских игр, аниме и манги.

## Программа

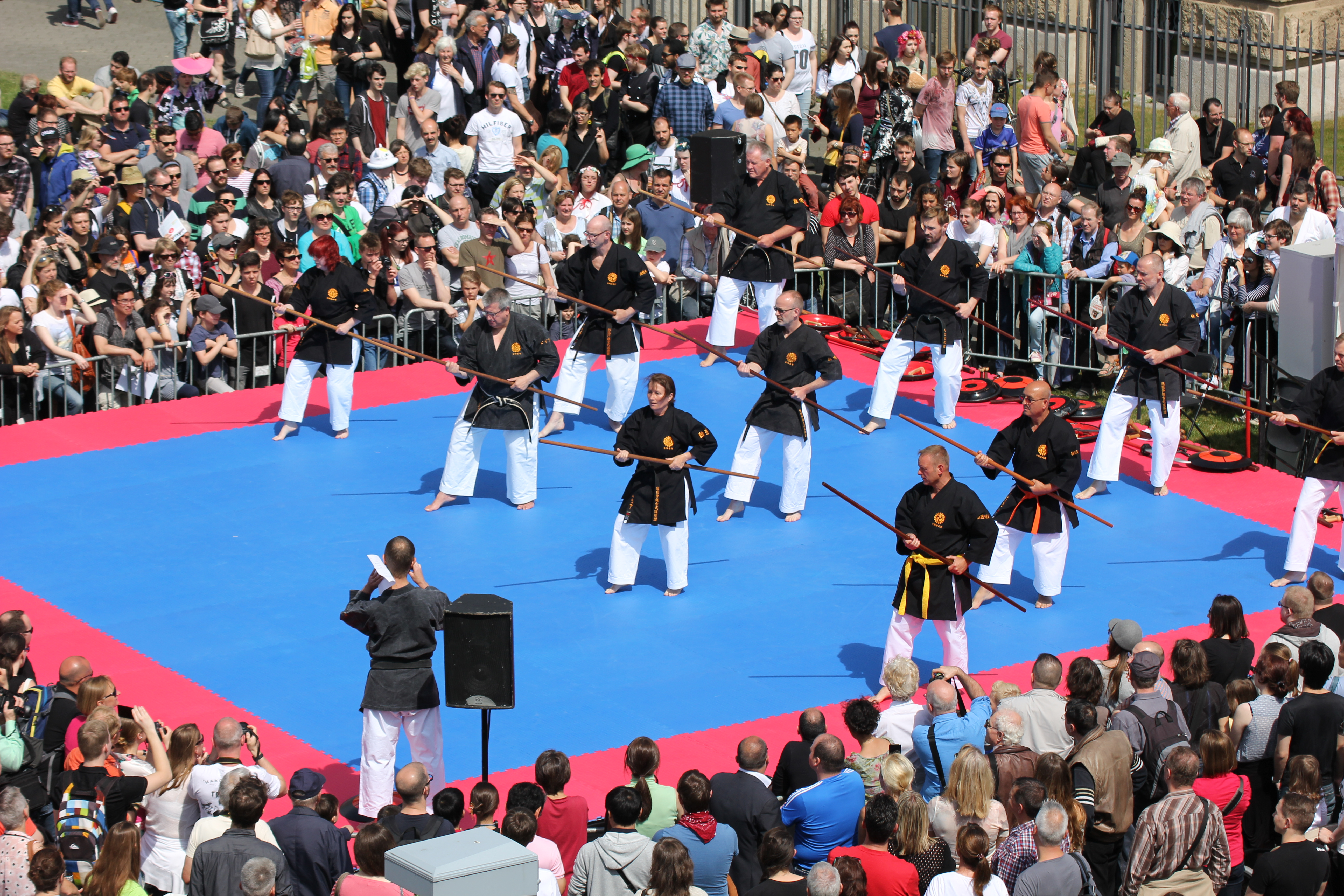
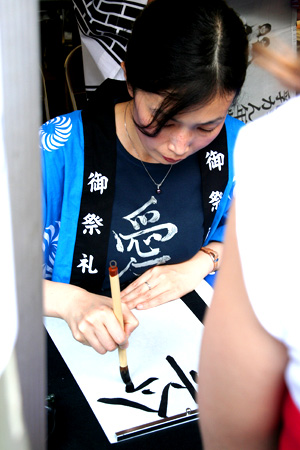
Женщина пишет кандзи во время праздника
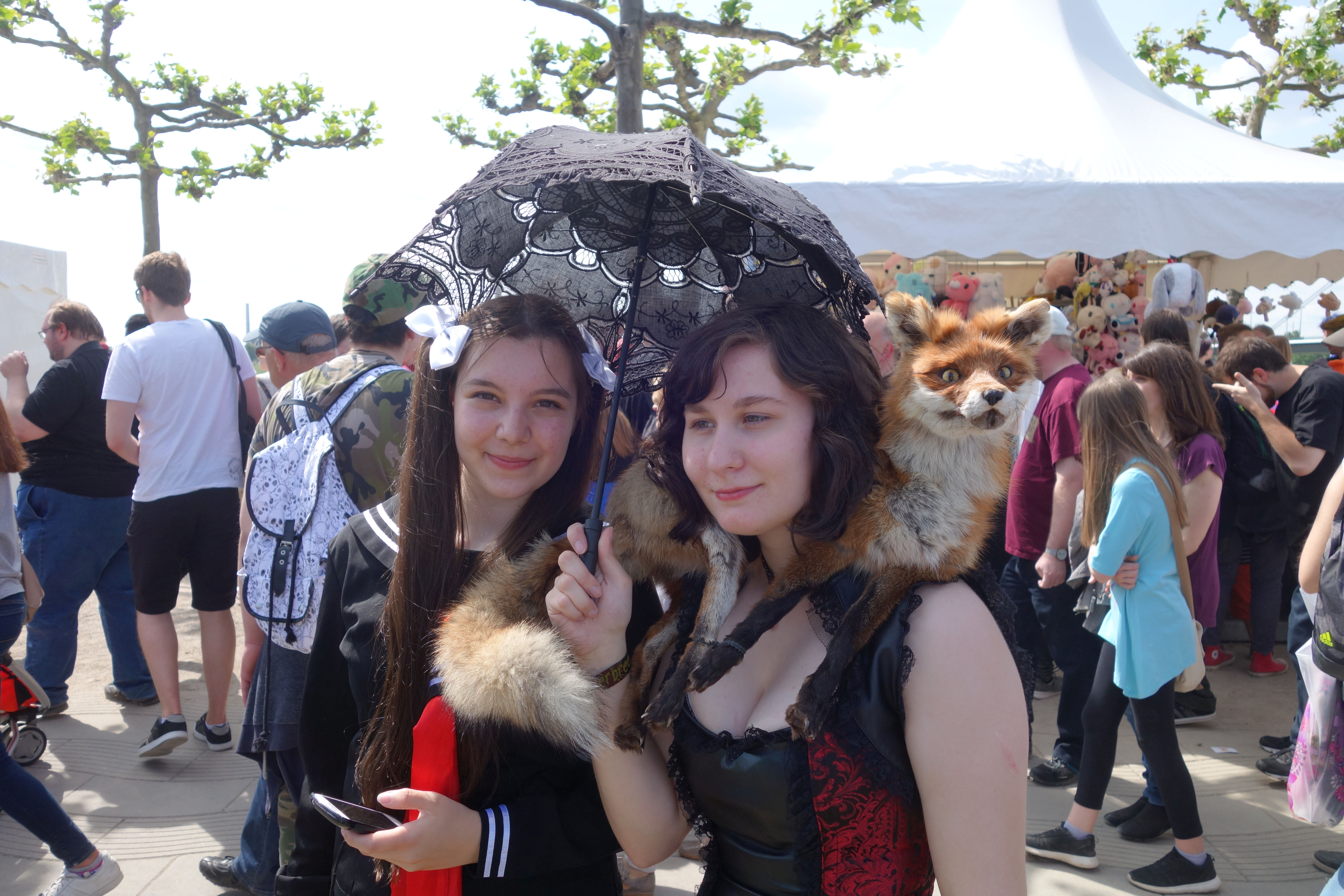
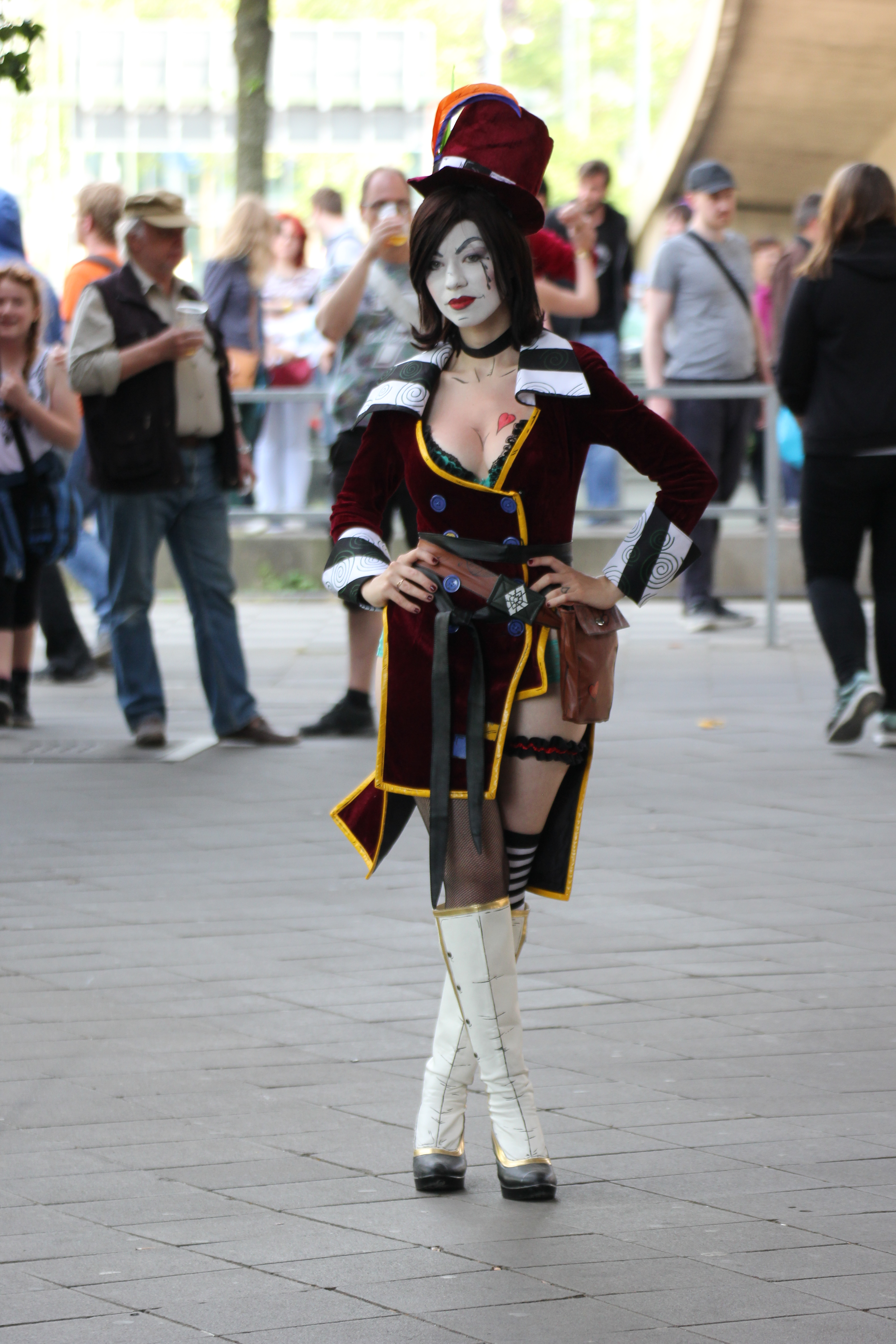
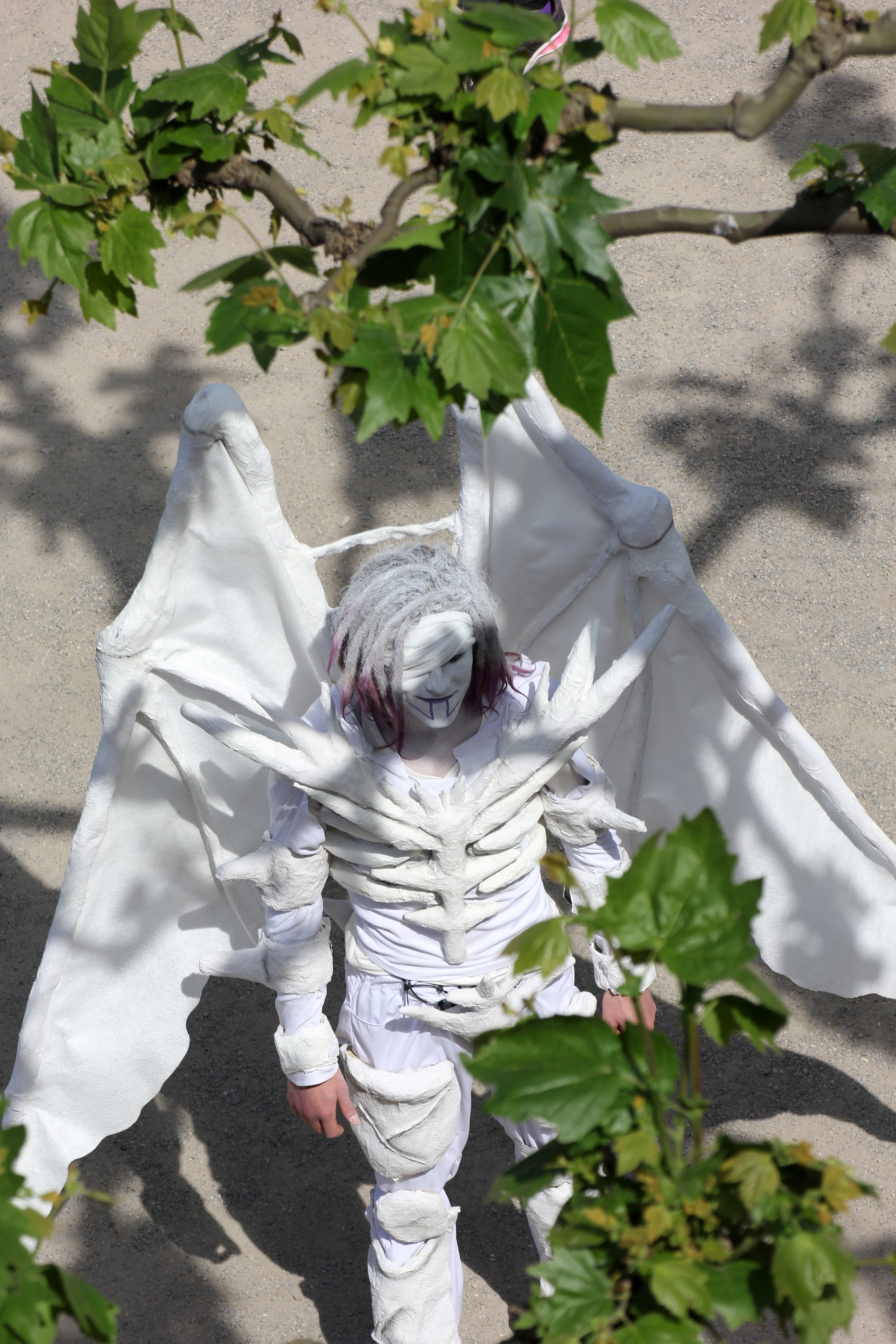
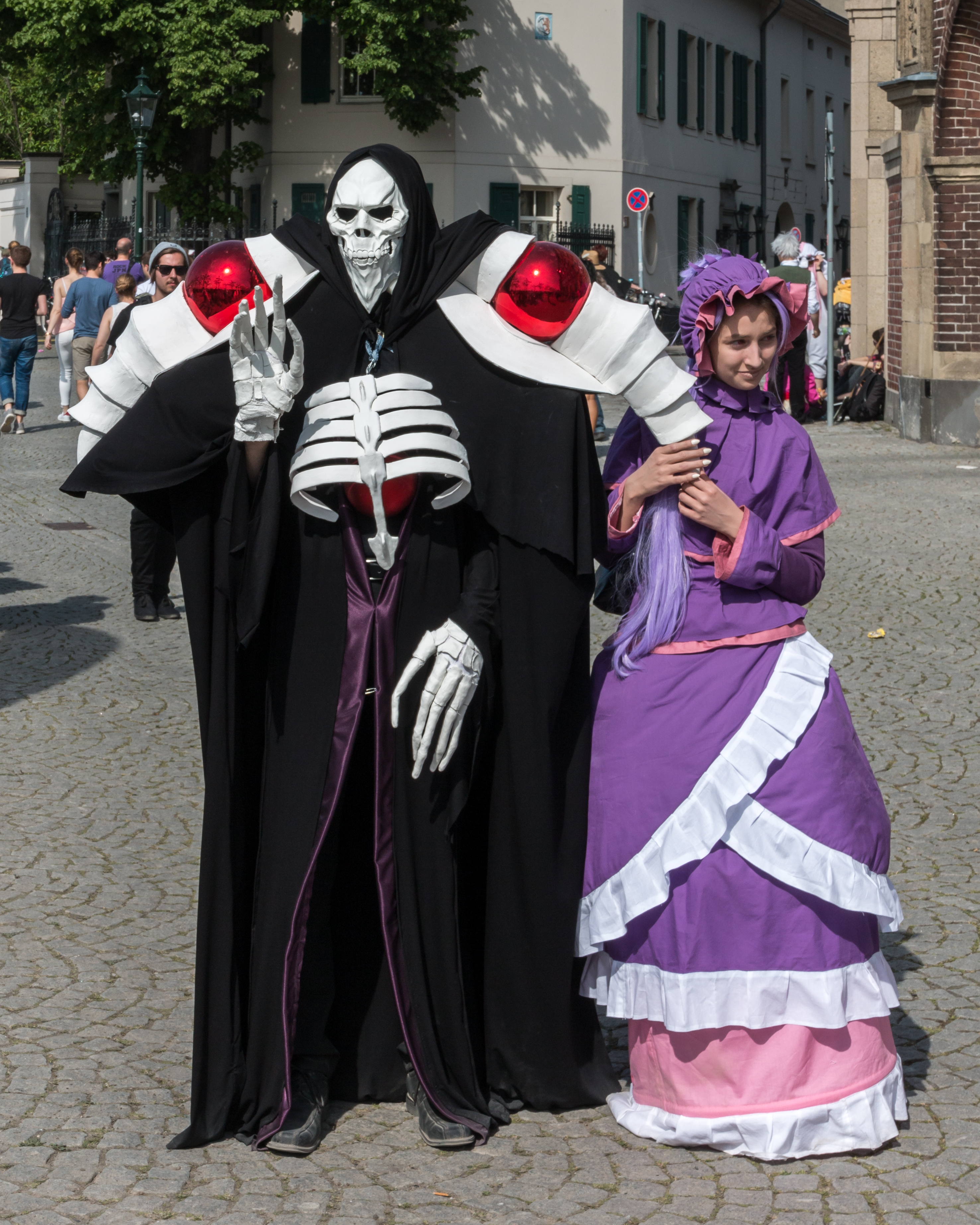
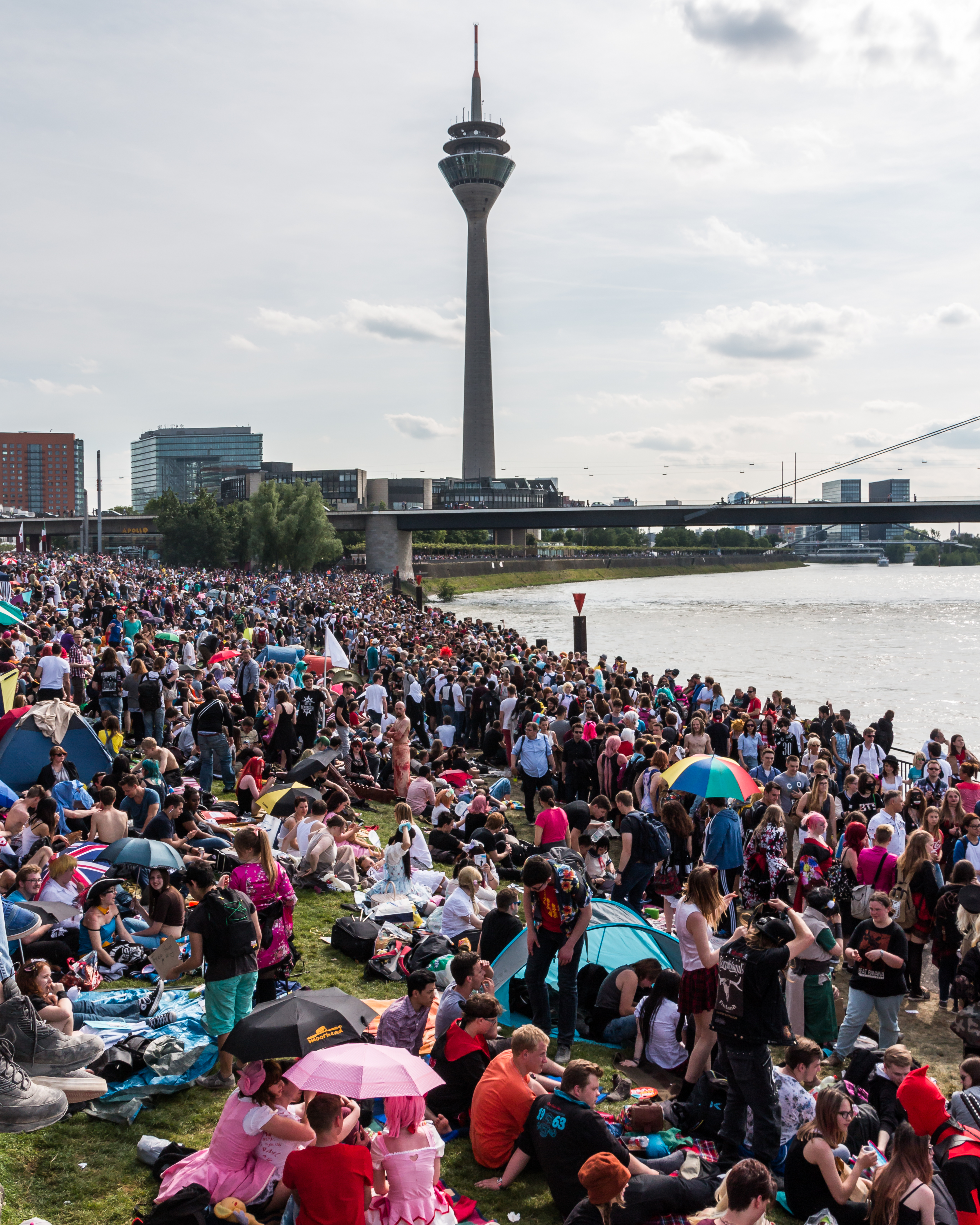
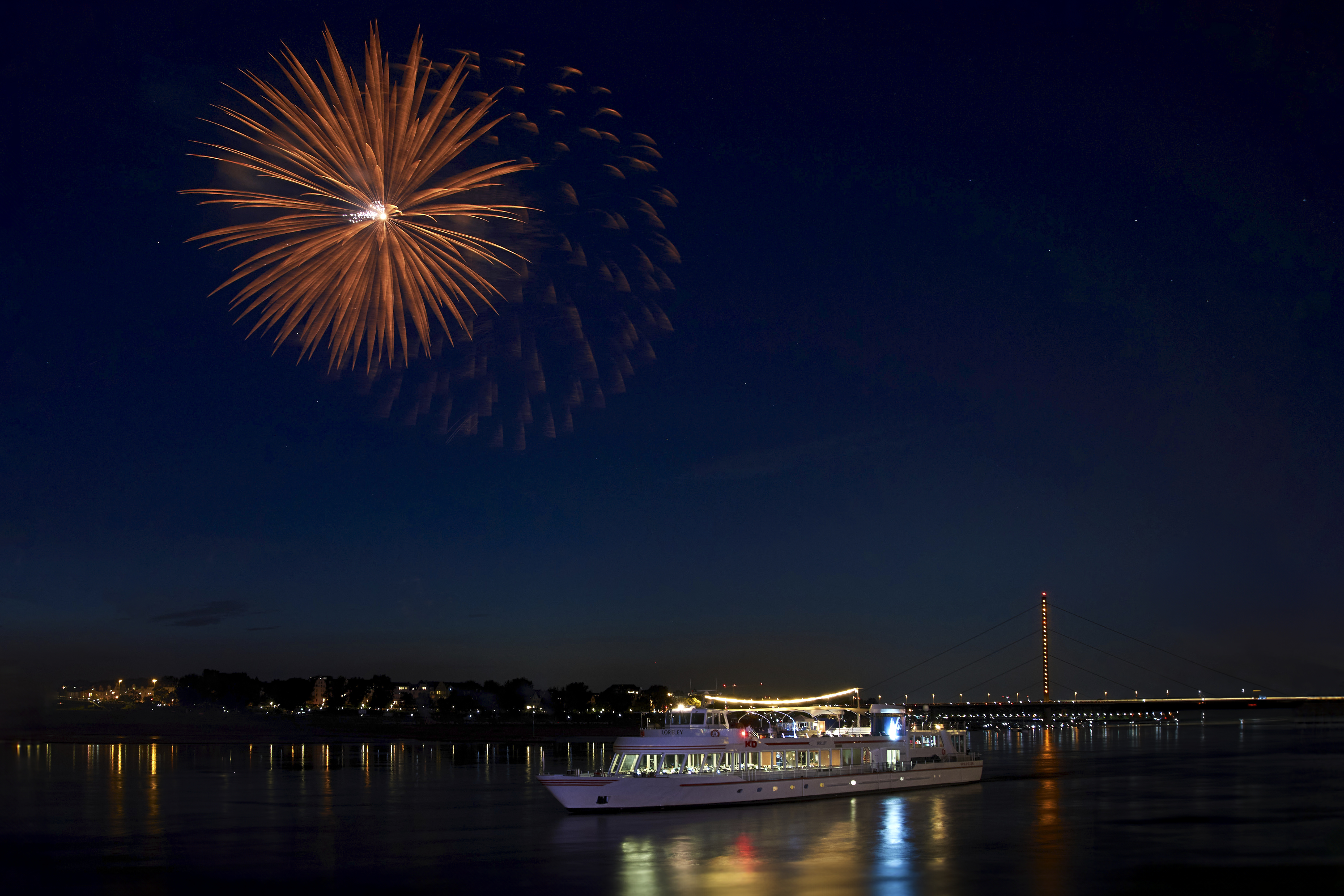
Фейерверк в конце

Праздник длится 8 дней. В программу мероприятия входит организация японских выставок, демонстрация японских обычаев, продажа японских блюд и напитков. Проводятся разнообразные развлекательные и спортивные мероприятия, например, восточные единоборства, стрельба из лука или конкурсы караоке. Посетители имеют возможность услышать исполнение как традиционной японской музыки, так и современной японской поп-музыки J-pop и J-Rock. Также можно опробовать вещи, которые свойственны японскому обществу, такие как ношение кимоно. Также можно принять участие в распитии сакэ или даже посетить лагерь самураев. Конец праздника сопровождается традиционным танцем бон одори, в котором могут принять участие все желающие, а японским поклонникам раздаются традиционные халаты хаппи. Конец мероприятия сопровождается фейерверками разной тематики.

## История
- Праздник был впервые проведён в 2002 году при поддержке японских партнеров из префектуры Тиба.
- 2006 года праздник был сорван из-за штормового предупреждения.
- В 2011 году праздник планировалось провести 28 мая, однако вследствие сильных землетрясений и цунами в Японии в это время, проведение праздника было перенесено на 15 октября.